# Gloriosae Dominae
Gloriosae Dominae (en español: De la gloriosa Señora) es una bula del Papa Benedicto XIV, publicada el 27 de septiembre de 1748, sobre la devoción a la Santísima Virgen María.
La bula es una declaración concisa de poco menos de tres páginas, en la que el Papa atribuye a María el término “corredentora” y enfatiza así la cooperación y compasión con Jesús en la redención. Esto significa, que la participación de María con Jesús desde la Anunciación hasta su muerte en la cruz abarca su papel de corredentora.
Benedicto XIV también abordó la veneración de María y la llamó «Reina del cielo y de la tierra», como luego reafirmaría Pío XII en la encíclica Ad Caeli Reginam, sobre la madre de Dios como reina.